# 黄金の七人 1+6 エロチカ大作戦
『黄金の七人 1+6 エロチカ大作戦』（おうごんのしちにんいちぷらすろくえろちかだいさくせん、Homo Eroticus）は、1971年のイタリア・フランスのエロティック・コメディ映画。『黄金の7人・1+6/エロチカ大作戦』とタイトル表記されることもある。
監督（マルコ・ヴィカリオ）や音楽（アルマンド・トロヴァヨーリ）、ヒロイン（ロッサナ・ポデスタ）が共通している『黄金の七人』シリーズのような邦題が付いているが、同シリーズとは無関係である。

## ストーリー
3つの睾丸を持つ超絶倫男ミケーレ（ランド・ブッツァンカ）が、上流階級の人間が多く住む北イタリアのベルガモにやって来て、そこら中の女と関係を持ちまくる。そして金持ちの人妻（ロッサナ・ポデスタ）の寵愛を受け、あげく彼の性技に溺れた敏腕女社長のペットになる。

## 登場人物
- ココ・ランプニャーニ: ロッサナ・ポデスタ - 金持ちの妻。
- ミケーレ・カナリッタ: ランド・ブッツァンカ（イタリア語版） - 3つの睾丸と巨大な陰茎を持つ絶倫男。
- カルラ: シルヴァ・コシナ - 女性実業家。
- アキッレ・ランプニャーニ: ルチアーノ・サルチェ - ココの夫。妻とミケーレの情事を覗き見る。
- アニェーゼ・トレスコーリ: アドリアーナ・アスティ（イタリア語版） - 侯爵夫人。ミケーレとの情事中に急死。
- コンチェッタ: ピア・ジャンカルロ - 17歳の床屋の娘。
- メッツィーニ医師の妻: イラ・フルステンベルク（イタリア語版）

## キャスト
| 役名             | 俳優                   | 日本語吹替                                                              |
| 役名             | 俳優                   | NETテレビ版                                                             |
| ---------------- | ---------------------- | ----------------------------------------------------------------------- |
| ココ             | ロッサナ・ポデスタ     | 平井道子                                                                |
| ミケーレ         | ランド・ブッツァンカ   | 青野武                                                                  |
| カルラ           | シルヴァ・コシナ       | 此島愛子                                                                |
| アニェーゼ       | アドリアーナ・アスティ | 渡辺典子                                                                |
| コンチェッタ     | ピア・ジャンカロ       | 小谷野美智子                                                            |
| アッキレ         | ルチアーノ・サルチェ   |                                                                         |
| メッツィーニの妻 | イラ・フルステンベルク |                                                                         |
| 不明 その他      |                        | 北村弘一 滝口順平 肝付兼太 沢田敏子 弥永和子 吉田理保子 村松康雄 和田啓 |
|                  |                        |                                                                         |
| 演出             | 演出                   | 高桑慎一郎                                                              |
| 翻訳             | 翻訳                   | 宇津木道子                                                              |
| 効果             | 効果                   | 大野義信                                                                |
| 調整             | 調整                   | 遠矢征男                                                                |
| 制作             | 制作                   | ニュージャパンフィルム                                                  |
| 解説             |                        |                                                                         |
| 初回放送         | 初回放送               | 1976年4月24日 『土曜映画劇場』                                          |